# Лисичкин (Егорлыкский район)
Лиси́чкин — хутор в Егорлыкском районе Ростовской области.
Входит в состав Ильинского сельского поселения.

## Население
| 1989 | 2002 | 2010 |
| ---- | ---- | ---- |
| 208  | →208 | ↘173 |

## Улицы
На хуторе имеется одна улица: Восточная.